# Seznam střeleckých knížat
Seznam střeleckých knížat uvádí údaje o posloupnosti všech pěti vládců Střeleckého knížectví v letech 1313 až 1460. 
| Jméno                 | Vláda        | Rodiče                | Životopisná data          | Poznámky                                                                        |
| --------------------- | ------------ | --------------------- | ------------------------- | ------------------------------------------------------------------------------- |
| Piastovci (1313–1460) |              |                       |                           |                                                                                 |
| Albert Střelecký      | 1313–1366/75 | Boleslav I. Opolský   | 1300/10 1366/75           | Knížectví střelecké mu bylo vyděleno z Opolského knížectví jako úděl roku 1313. |
| Boleslav III. Opolský | 1366/75–1382 | Boleslav II. Opolský  | 1330/37 21. září 1382     | Albertův synovec.                                                               |
| Boleslav IV. Opolský  | 1382–1437    | Boleslav III. Opolský | 1363/67 6. květen 1437    |                                                                                 |
| Bernard Falkenberský  | 1382–1455    | Boleslav III. Opolský | 1374/78 2./4. duben 1455  |                                                                                 |
| Boleslav V. Opolský   | 1455–1460    | Boleslav IV. Opolský  | 1394/1400 29. květen 1460 | Po jeho smrti Střelecko začleněno do Opolska.                                   |